# Giáo hoàng Innôcentê IX
Innôcentê IX (Latinh: Innocens IX) là vị giáo hoàng thứ 230 của giáo hội công giáo.
Theo niên giám tòa thánh năm 1806 thì ông đắc cử Giáo hoàng năm 1591. Niên giám tòa thánh năm 2003 xác định ông đắc cử Giáo hoàng ngày 29 tháng 10 năm 1591, ngày khai mạc chức vụ mục tử đoàn chiên chúa là ngày 3 tháng 11 năm 1591 và ngày kết thúc triều đại của ông là ngày 30 tháng 12 năm 1591.
Giáo hoàng Innocens IX sinh tại Bologna ngày 20 tháng 7 năm 1519 với tên thật là Giovanni Antonio Facchinetti. Ông đã hạn chế phần nào những hậu quả của trận dịch khủng khiếp và cuộc chiến chống các băng cướp cùng những phe nhóm nội bộ khác nhau. 
Ông đã phải nằm trên giường suốt 2 tháng trong đời Giáo hoàng của mình vì tuổi tác và bệnh tật. Ông chỉ có thời gian vừa kịp để bắt đầu chỉnh đốn lại tình trạng ngân sách của Vatican vốn đã bị tiêu tan. Ông qua đời ngày 30 tháng 12 năm 1591 tại Rôma sau 62 ngày trên ngai Giáo hoàng.